# Esbjerg Energy
Pour le club de football, voir Esbjerg fB.
Le Esbjerg Energy est un club de hockey sur glace de Esbjerg au Danemark. Il évolue dans l'élite du hockey danois, la Metal Ligaen.

## Historique

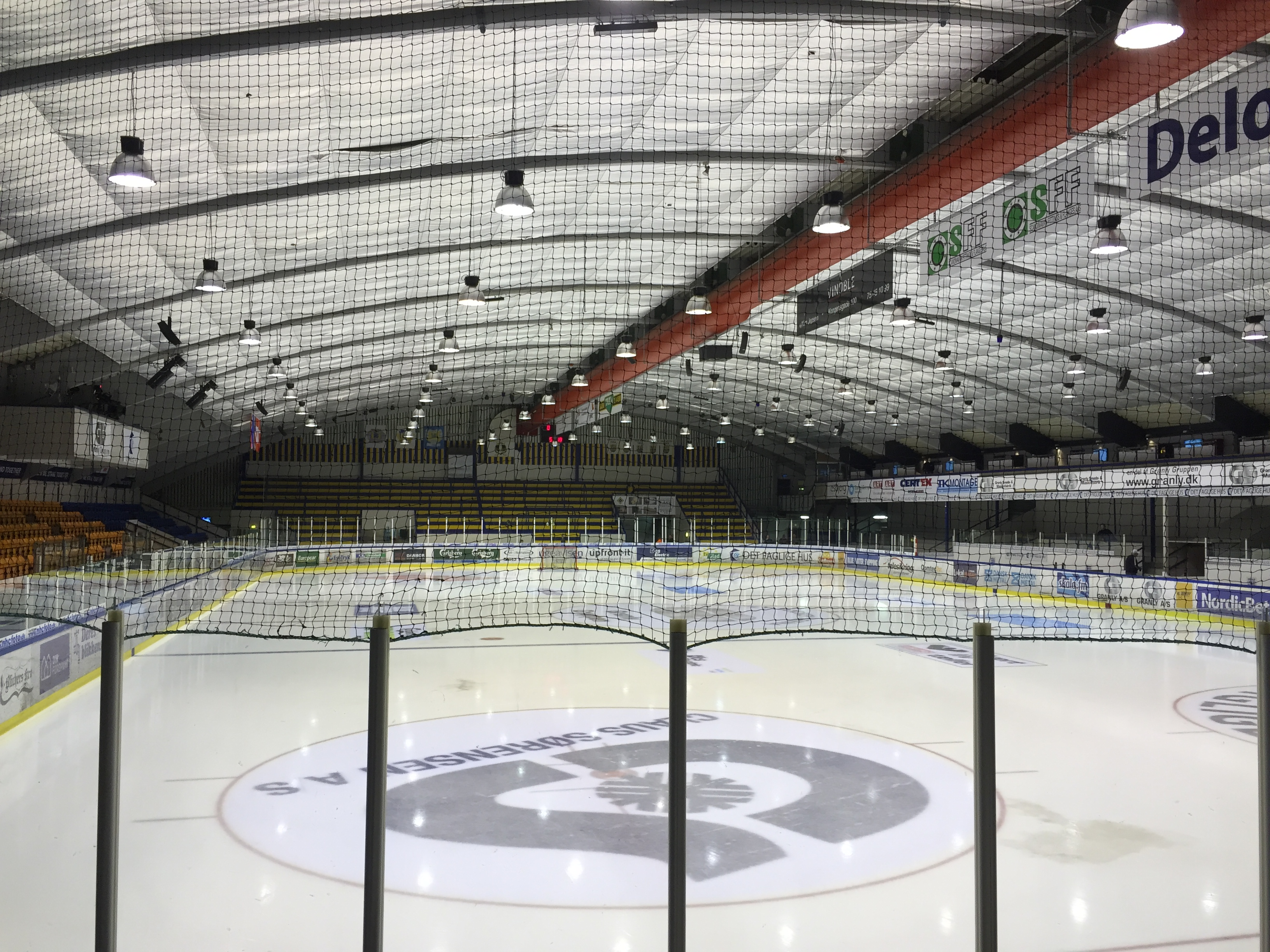
Granly Hockey Arena.

Les patineurs d'Esbjerg ont participé au premier championnat de hockey du danemark, organisé en 1955. Ils ont disputé la finale du Jutland, s'inclinant face au Silkeborg SF. Le club est créé officiellement en 1964 sous le nom de Esbjerg IK. Le club connait une bonne première période jusqu'en 1974, terminant toujours dans les trois meilleurs clubs du championnat avec comme point culminant le titre en 1968-1969. Après avoir connu une relégation 1. Division de 1981 à 1983, l'équipe revient au sommet de la ligue pour la remporter en 1988, 1993 et 1996.
En 2004, Esbjerg remporte le titre. L'année suivante, les dirigeants n'ont pas réussi à remplacer le meilleur joueur du championnat Ismo Kuoppala, rentré en Finlande, et l'équipe finit dernière du championnat. Par la suite, le club, déclaré en faillite, est sauvé de justesse par le Esbjerg fB, le club de foot de la ville. De 2005 à 2013, le club n'est donc qu'une section du club de football. À partir de la saison 2013-2014, le club est racheté par Christian Rølmer Christensen et renommé Esbjerg Energy. l'équipe est sacrée championne en 2016 et en 2017.

## Palmarès
- Vainqueur de la Metal Ligaen: 1969, 1988, 1993, 1996, 2004, 2016 et 2017
- Vainqueur de la 1. division: 1983.

## Joueurs
| No    | Nom                 | Nat. | Position  | Arrivée                          |
| ----- | ------------------- | ---- | --------- | -------------------------------- |
| +031, | Christian Elmose    |      | Gardien   | 2022 - Herlev Eagles             |
| +043, | Mathias Seldrup     |      | Gardien   | 2016 - Herning Blue Fox          |
| +004, | Jeffrey King        |      | Défenseur | 2021 - HC 07 Detva               |
| +006, | Mikkel Rask Nielsen |      | Défenseur | Formé au club                    |
| +007, | Juuso Walli         |      | Défenseur | 2022 - Ässät                     |
| +008, | Artūrs Salija       |      | Défenseur | 2023 - Odense Bulldogs           |
| +036, | Philip Larsen       |      | Défenseur | 2022 - Salavat Ioulaïev Oufa     |
| +044, | Gordon Ballhorn     |      | Défenseur | 2022 - Herning Blue Fox          |
| +070, | Simon Grønvaldt     |      | Défenseur | 2019 - Frederikshavn White Hawks |
| +009, | Søren Nielsen       |      | Attaquant | 2020 - Frederikshavn White Hawks |
| +010, | Victor Sand         |      | Attaquant | Formé au club                    |
| +013, | Oliver Kjær         |      | Attaquant | 2022 - Rødovre Mighty Bulls      |
| +015, | Thomas Mondrup      |      | Attaquant | Formé au club                    |
| +017, | Frederik Bjerrum    |      | Attaquant | 2023 - Rungsted Seier Capital    |
| +022, | Andreas Grundtvig   |      | Attaquant | 2017 - Rødovre Mighty Bulls      |
| +024, | Tobias Ebener       |      | Attaquant | Formé au club                    |
| +027, | Rasmus Bjerrum      |      | Attaquant | 2020 - Glasgow Clan              |
| +063, | Csanád Erdély       |      | Attaquant | 2023 - Fehérvár AV19             |
| +064, | Aleksi Halme        |      | Attaquant | 2023 - Frederikshavn White Hawks |
| +076, | Henrik Mærsk        |      | Attaquant | 2021 - Tyringe SoSS              |
| +082, | Grayson Downing     |      | Attaquant | 2021 - HC 07 Detva               |
| +075, | Yanick von Bergen   |      | Attaquant | 2022 - SCL Tigers                |
| +091, | Joshua Winquist     |      | Attaquant | 2023 - Västerviks IK             |